# ベーブ・ルース賞
ベーブ・ルース賞（Babe Ruth Award）は、メジャーリーグベースボールのポストシーズンで、最も顕著な活躍をした選手に贈られる賞。受賞者の選定は、全米野球記者協会ニューヨーク支部によって行われる。ベーブ・ルース死去の翌1949年に制定された。
2006年まではワールドシリーズでの成績を評価対象とする賞であったが、2007年からはワールドシリーズだけでなくポストシーズン全体を評価対象とするように変更された。ポストシーズン全体での活躍をもとに選出されるため、ワールドシリーズMVP（1955年制定）とは受賞選手が異なる場合も多い（後述）。また、シリーズMVPが最終戦終了時に発表・表彰されるのに対し、ベーブ・ルース賞は通常、シリーズ終了の数週間後に発表・表彰される。
1975年にはその年のワールドシリーズで敗れたボストン・レッドソックスのルイス・ティアントが受賞している（シリーズMVPは勝ったシンシナティ・レッズのピート・ローズであった）。
2020年には敗れたタンパベイ・レイズのランディ・アロサレーナが受賞。史上2人目の敗れたチームからの選出となった。（MVPは勝ったロサンゼルス・ドジャースのコーリー・シーガーが受賞）
最も顕著な活躍をした選手に贈られる同賞だが、2001年、2017年、2019年には2人同時に受賞している。2017年に至っては2人同時にもかかわらず、シリーズMVPを受賞したジョージ・スプリンガーは選出されなかった。逆に1981年にはワールドシリーズで優勝したロサンゼルス・ドジャースから3人ものMVP受賞者がいたが、その中のロン・セイのみが選出された。

## 歴代受賞選手
太字はワールドシリーズMVPとの同時受賞。
| 年度   | 受賞者                                                        | チーム                                                        | 備考                                                          |
| ------ | ------------------------------------------------------------- | ------------------------------------------------------------- | ------------------------------------------------------------- |
| 1949年 | ジョー・ペイジ                                                | ニューヨーク・ヤンキース                                      |                                                               |
| 1950年 | ジェリー・コールマン                                          | ニューヨーク・ヤンキース                                      |                                                               |
| 1951年 | フィル・リズート                                              | ニューヨーク・ヤンキース                                      |                                                               |
| 1952年 | ジョニー・マイズ                                              | ニューヨーク・ヤンキース                                      |                                                               |
| 1953年 | ビリー・マーチン                                              | ニューヨーク・ヤンキース                                      |                                                               |
| 1954年 | ダスティ・ローズ                                              | ニューヨーク・ジャイアンツ                                    |                                                               |
| 1955年 | ジョニー・ポドレス                                            | ブルックリン・ドジャース                                      |                                                               |
| 1956年 | ドン・ラーセン                                                | ニューヨーク・ヤンキース                                      |                                                               |
| 1957年 | ルー・バーデット                                              | ミルウォーキー・ブレーブス                                    |                                                               |
| 1958年 | エルストン・ハワード                                          | ニューヨーク・ヤンキース                                      |                                                               |
| 1959年 | ラリー・シェリー                                              | ロサンゼルス・ドジャース                                      |                                                               |
| 1960年 | ビル・マゼロスキー                                            | ピッツバーグ・パイレーツ                                      |                                                               |
| 1961年 | ホワイティー・フォード                                        | ニューヨーク・ヤンキース                                      |                                                               |
| 1962年 | ラルフ・テリー                                                | ニューヨーク・ヤンキース                                      |                                                               |
| 1963年 | サンディー・コーファックス(1)                                 | ロサンゼルス・ドジャース                                      |                                                               |
| 1964年 | ボブ・ギブソン                                                | セントルイス・カージナルス                                    |                                                               |
| 1965年 | サンディー・コーファックス(2)                                 | ロサンゼルス・ドジャース                                      |                                                               |
| 1966年 | フランク・ロビンソン                                          | ボルチモア・オリオールズ                                      |                                                               |
| 1967年 | ルー・ブロック                                                | セントルイス・カージナルス                                    |                                                               |
| 1968年 | ミッキー・ロリッチ                                            | デトロイト・タイガース                                        |                                                               |
| 1969年 | アル・ワイス                                                  | ニューヨーク・メッツ                                          |                                                               |
| 1970年 | ブルックス・ロビンソン                                        | ボルチモア・オリオールズ                                      |                                                               |
| 1971年 | ロベルト・クレメンテ                                          | ピッツバーグ・パイレーツ                                      |                                                               |
| 1972年 | ジーン・テナス                                                | オークランド・アスレチックス                                  |                                                               |
| 1973年 | バート・キャンパネリス                                        | オークランド・アスレチックス                                  |                                                               |
| 1974年 | ディック・グリーン                                            | オークランド・アスレチックス                                  |                                                               |
| 1975年 | ルイス・ティアント                                            | ボストン・レッドソックス                                      | 敗れたチームからの受賞                                        |
| 1976年 | ジョニー・ベンチ                                              | シンシナティ・レッズ                                          |                                                               |
| 1977年 | レジー・ジャクソン                                            | ニューヨーク・ヤンキース                                      |                                                               |
| 1978年 | バッキー・デント                                              | ニューヨーク・ヤンキース                                      |                                                               |
| 1979年 | ウィリー・スタージェル                                        | ピッツバーグ・パイレーツ                                      |                                                               |
| 1980年 | タグ・マグロウ                                                | フィラデルフィア・フィリーズ                                  |                                                               |
| 1981年 | ロン・セイ                                                    | ロサンゼルス・ドジャース                                      |                                                               |
| 1982年 | ブルース・スーター                                            | セントルイス・カージナルス                                    |                                                               |
| 1983年 | リック・デンプシー                                            | ボルチモア・オリオールズ                                      |                                                               |
| 1984年 | ジャック・モリス(1)                                           | デトロイト・タイガース                                        |                                                               |
| 1985年 | ブレット・セイバーヘイゲン                                    | カンザスシティ・ロイヤルズ                                    |                                                               |
| 1986年 | レイ・ナイト                                                  | ニューヨーク・メッツ                                          |                                                               |
| 1987年 | フランク・バイオーラ                                          | ミネソタ・ツインズ                                            |                                                               |
| 1988年 | オーレル・ハーシュハイザー                                    | ロサンゼルス・ドジャース                                      |                                                               |
| 1989年 | デーブ・スチュワート                                          | オークランド・アスレチックス                                  |                                                               |
| 1990年 | ビリー・ハッチャー                                            | シンシナティ・レッズ                                          |                                                               |
| 1991年 | ジャック・モリス(2)                                           | ミネソタ・ツインズ                                            |                                                               |
| 1992年 | デーブ・ウィンフィールド                                      | トロント・ブルージェイズ                                      |                                                               |
| 1993年 | ポール・モリター                                              | トロント・ブルージェイズ                                      |                                                               |
| 1994年 | 選手会による1994年から1995年のMLBストライキのためシリーズ中止 | 選手会による1994年から1995年のMLBストライキのためシリーズ中止 | 選手会による1994年から1995年のMLBストライキのためシリーズ中止 |
| 1995年 | トム・グラビン                                                | アトランタ・ブレーブス                                        |                                                               |
| 1996年 | セシル・フィルダー                                            | ニューヨーク・ヤンキース                                      |                                                               |
| 1997年 | モイゼス・アルー                                              | フロリダ・マーリンズ                                          |                                                               |
| 1998年 | スコット・ブロシアス                                          | ニューヨーク・ヤンキース                                      |                                                               |
| 1999年 | マリアノ・リベラ                                              | ニューヨーク・ヤンキース                                      |                                                               |
| 2000年 | デレク・ジーター                                              | ニューヨーク・ヤンキース                                      |                                                               |
| 2001年 | ランディ・ジョンソン                                          | アリゾナ・ダイヤモンドバックス                                | 2人同時受賞                                                   |
| 2001年 | カート・シリング                                              | アリゾナ・ダイヤモンドバックス                                | 2人同時受賞                                                   |
| 2002年 | トロイ・グロース                                              | アナハイム・エンゼルス                                        |                                                               |
| 2003年 | ジョシュ・ベケット                                            | フロリダ・マーリンズ                                          |                                                               |
| 2004年 | キース・フォーク                                              | ボストン・レッドソックス                                      |                                                               |
| 2005年 | ジャーメイン・ダイ                                            | シカゴ・ホワイトソックス                                      |                                                               |
| 2006年 | デビッド・エクスタイン                                        | セントルイス・カージナルス                                    |                                                               |
| 2007年 | ジョナサン・パペルボン                                        | ボストン・レッドソックス                                      |                                                               |
| 2008年 | コール・ハメルズ                                              | フィラデルフィア・フィリーズ                                  |                                                               |
| 2009年 | アレックス・ロドリゲス                                        | ニューヨーク・ヤンキース                                      |                                                               |
| 2010年 | ティム・リンスカム                                            | サンフランシスコ・ジャイアンツ                                |                                                               |
| 2011年 | デビッド・フリース                                            | セントルイス・カージナルス                                    |                                                               |
| 2012年 | パブロ・サンドバル                                            | サンフランシスコ・ジャイアンツ                                |                                                               |
| 2013年 | デビッド・オルティーズ                                        | ボストン・レッドソックス                                      |                                                               |
| 2014年 | マディソン・バンガーナー                                      | サンフランシスコ・ジャイアンツ                                |                                                               |
| 2015年 | ウェイド・デービス                                            | カンザスシティ・ロイヤルズ                                    |                                                               |
| 2016年 | ジョン・レスター                                              | シカゴ・カブス                                                |                                                               |
| 2017年 | ホセ・アルトゥーベ                                            | ヒューストン・アストロズ                                      | 2人同時受賞                                                   |
| 2017年 | ジャスティン・バーランダー                                    | ヒューストン・アストロズ                                      | 2人同時受賞                                                   |
| 2018年 | デビッド・プライス                                            | ボストン・レッドソックス                                      |                                                               |
| 2019年 | フアン・ソト                                                  | ワシントン・ナショナルズ                                      | 2人同時受賞                                                   |
| 2019年 | スティーブン・ストラスバーグ                                  | ワシントン・ナショナルズ                                      | 2人同時受賞                                                   |
| 2020年 | ランディ・アロサレーナ                                        | タンパベイ・レイズ                                            | 敗れたチームからの受賞                                        |
| 2021年 | フレディ・フリーマン                                          | アトランタ・ブレーブス                                        |                                                               |
| 2022年 | ジェレミー・ペーニャ                                          | ヒューストン・アストロズ                                      |                                                               |
| 2023年 | アドリス・ガルシア                                            | テキサス・レンジャーズ                                        |                                                               |
| 2024年 | ムーキー・ベッツ                                              | ロサンゼルス・ドジャース                                      |                                                               |